# Crocodilopoli
| Sd · d | i | i | t · niwt |

| Sd · d | i | i | t · niwt |

Crocodilopoli (talvolta anche Crocodilopolis o Krokodilopolis, che è il nome greco-latino in uso presso altre lingue; dal greco Κροκοδείλων πόλις) o Tolemaide Evergete o Arsinoe (Ἀρσινόη), era una città dell'antico Egitto, capitale del XXI distretto (Sicomoro del nord) dell'Alto Egitto.
Il suo antico nome egiziano era Shedyet (Šdy.t) e una leggenda la vuole fondata dal sovrano Aha.
Oggi corrisponde alla moderna Fayyum.

## Storia
In epoca faraonica la città era dedicata al culto di Sobek, il dio coccodrillo. Il culto prevedeva la celebrazione di un coccodrillo sacro, chiamato Petsuchos secondo la trascrizione dei greci, che era impreziosito con oro e gioielli. Il coccodrillo viveva in un tempio speciale, fornito di sabbia, una vasca e cibo. Quando il Petsuchos moriva, veniva sostituito con un altro coccodrillo. Per questo motivo i greci chiamarono la città Crocodilopoli, cioè "Città del Coccodrillo".
Quando la città passò nelle mani della dinastia di origine macedone dei Tolomei venne ribattezzata Tolemaide Evergete. Successivamente, durante il III secolo a.C., la città fu rinominata Arsinoe da Tolomeo II Filadelfo per onorare Arsinoe II, sua sorella e moglie. In questo periodo la città si ellenizzò dotandosi di templi e scuole greci e adottando la lingua greca. Tutta la regione divenne nota come il nomo Arsinoite (o "Sicomoro del nord"). Nel suo apogeo Arsinoe aveva una popolazione di più di 100 000 abitanti.
Nell'ultimo periodo della dominazione romana sull'Egitto, Arsinoe fu allegata al dipartimento di Arcadia Aegypti e divenne una sede episcopale della chiesa romana diventando un fiorente centro della vita cristiana fino al 642, quando il monofisismo copto cedette la città al conquistatore arabo-musulmano ʿAmr ibn al-ʿĀṣ.
Sotto il dominio arabo la città fu chiamata Madīnet el Fayyum ("Città del Fayyum").
Dell'antica Crocodilopoli e dei suoi templi e palazzi non è restato molto, solo alcuni cumuli di rovine con blocchi scolpiti nella parte nord del Fayyum, in una zona chiamata Kiman Faris dove probabilmente sorgeva il tempio dedicato al dio Sobek.